# Lennart Westman
Nils Lennart Westman, född 4 juni 1953  i Stöde församling, Västernorrlands län, är en svensk tonsättare, som skapar musik och text som ofta emanerar ur upphovsmannens eget liv, personliga upplevelser och tankar.
Westman komponerade under ett antal år huvudsakligen inom genren elektroakustisk musik med nationella och internationella framföranden av verk som spänner från rena bandstycken, soloinstrument, ensembler och körer med elektronik till uppmärksammade videokompositionen ”Under Construction” i samarbete med fotograf Josef Doukkali.
Intresset har dock alltmer riktats mot ren vokal- och instrumentalkomposition och 2010 uruppfördes hans kammaropera ”Björnen och fiolspelaren” till libretto av Lilian Goldberg. Han var också initiativtagare till det nationella projektet ”Dåtid, samtid – nyklang” med uruppföranden i ett tiotal kyrkor i Sverige under 2011. Året därpå regisserade och producerade han (samt skrev manus) kortfilmen Drömmen om paradiset. (fotografer var Björn Skallström och Danilo Giannini).
Från 2011 har Westman under 10 år arbetat med det stora operadramat Ivan & Amora som består av de tre delarna: ”I Annan Himmel”, ”Drömmar mot Toscana” och ”Resan”. Verket fullbordades på Luciadagen 2021. Liksom i många andra vokala verk av Westman bygger hela dramat på egen text, det vill säga eget libretto. 
I juni 2022 var det premiärkonsert i Stockholm inom ramen för utbytesprojektet mellan Sverige och Italien Svetalia – du sköna land / Svetalia – il bel paese, vilket Lennart Westman är initiativtagare till samt där konsertprogrammets all musik och text (svenska & italienska) är komponerad av honom.